# فريدريش دورينمات
فريدريش دورينمات (ولد في 5 يناير 1921 في كونولفنغن، توفي في 14 ديسمبر 1990 في نويشتال)، كاتب ورسام سويسري ناطق بالألمانية.

## نشأته وتعليمه
ولد فريدريش دورنمات في عام 1921 في بلدة ستالدين في إيمينتال في سويسرا، التي الحقت علم 1933 بدائرة كونولفنغن [الإنجليزية]. وكان الطفل الأول في عائلة القسّ رينهولد دورنمات (1881-1965) وزوجته هُلدا تسيمرمان (1886-1975). كان والده قسّ القرية، كان جده أولرش دورنمات [الألمانية] أولريش دورنمات سياسياًوشاعراً. في أكتوبر 1935، انتقلت العائلة إلى برن، حيث أصبح الأب قسيساً في بيت الشماسة.
تلقى دورنمات تعليمه المدرسي في ثانوية برن الحرة، ثم في ثانوية هومبولدتيانوم التي تخرج منها عام في عام 1941. لم يكن دورنمات تلميذاً جيداً وتمكن بالكاد من اجتياز المدرسة، ولاحقاً وصف أيام المدرسية بأنها «أسوأ فترة» في حياته. نشط دورنمات في الفترة من مايو إلى سبتمبر 1941 في حركة "الجبهة" [الألمانية] التي كانت الرديف السويسري للحركة النازية، وذكر في مذكراته أنه لم يفعل ذلك إلا تمرّدا على والده. تلعب الدوافع الدينية مثل الذنب والتسامح والمسؤولية دوراً متكرراً في أعماله. أراد في البداية أن يواصل تعلّم الرسم، ولكنه درس الفلسفة والعلوم الطبيعية والألمانية في جامعة برن في عام 1941، ثم في في جامعة زيورخ في العامين 1942 و1943.

## الرسم
بدأ في الرسم وهو ما يزال في كونولفنغن، وهو شغف رافقه طوال حياته، فقد رسم لاحقاً الرسومات التي رافقت بعض أعماله الأدبية، كما رسم مخططات وأحيانا ديكورات مسرحية كاملة. عُرضت لوحاته في نوينبورغ في 1976 و 1985 وفي زيورخ عام 1978.
عاش في برن مع والديه في شقة في علّية البناية زينها بجداريات كبيرة طلي فوقها لاحقا ولم تكتشف إلا في أوائل التسعينيات وعرفت لاحقاً بعلّية دورنمات [الألمانية]. في عام 1946 قطع دورنمات دراسته دون أن يبدأ أطروحة تخرجه المخطط لها عن الفيلسوف سورين كيركيغارد، عازماً على أن يصبح كاتباً.

## مسيرته الأدبية
في 12 أكتوبر 1946 تزوج الممثلة لوتي جيسلر (1919-1983)، وعاش الزوجان في البداية في بازل حيث ولد ابنهما بيتر عام 1947، ثم انتقلت العائلة في عام 1948 إلى بلدية ليغرتس الواقعة على بحيرة بيل. في عام 1950 أصدر دورنمات الرواية البوليسية «القاضي وجلاده» التي احتوت إشارات صريحة المناطق المجاورة مثل لامبوينغ، وقد حولت هذه الرواية في عام 1975 إلى فيلم سنمائي ظهر فيه دورنمات نفسه في دور«فريدرش».
عرضت مسرحيته الأولى "هكذا مكتوب" (بالألمانية: Es steht geschrieben)‏ عام 1947 على خشبة مسرح زيورخ، ومعها بدأ تواصله مع مواطنه الكاتب ماكس فريش الذي تلقى مخطوطة المسرحية من الناشر المسرح وكتب بعد قراءتها رسالة إلى دورنمات. تسببت هذه الكوميديا، التي تناولت ثورة مونستر عام 1530 [الإنجليزية] بفضيحة مسرحية وسحبها المؤلف في العام التالي من التداول. كذلك لم تحظ مسرحيته الثانية "الأعمى (بالألمانية: Der Blinde)‏ التي تلتها عام 1948باهتمام كبير. ولكنه حقق نجاحه الكبير الأول بمسرحيته الكوميدية رومولوس العظيم (بالألمانية: Romulus der Große)‏ التي عرضت عام 1949.
واجه في أعوامه الأولى وهو كاتب مستقل مصاعب مالية جمة مع عائلته المؤلفة من خمسة أفراد، ثم بدأ وضعه المالي بالتحسن، خاصة بعد حصوله على عقود لعمل مسرحيات إذاعية لدور إذاعة ألمانية. إضافةً إلى ذلك توطدت علاقته مع دار نشر آرخه (بالألمانية: Arche)‏. نشرت قصتاه البوليسيتان «القاضي وجلّاده» (بالألمانية: Der Richter und sein Henker)‏ و«الشبهة» (بالألمانية: Der Verdacht)‏ ابتداء من العام 1952 بصيغة صورة قصة مسلسلة في مجلة بيأوباختر [الألمانية] السويسرية، وفي نفس العام انتقل بعائلته إلى مقر إقامته الدائم في بيت اشتراه في نوينبورغ.
في عام 1950 قدم مسرحيته الكوميدية «زفاف السيد ميسيسبي» التي حققت نجاحا كبيرا في ألمانيا بعد أن رفضها المسرح السويسري في البدء.
نال دورنمات حقق شهرة عالمية في عام 1956 بمسرحيته الكوميدية "زيارة السيدة العجوز" (بالألمانية: Der Besuch der alten Dame)‏، وسهل له نجاحها الباهر الاستقلال المالي. وبعد فشل مسرحيته الكوميدية الموسيقية فرانك الخامس (بالألمانية: Frank der Fünfte)‏ في عام 1960، حقق بدراما «علماء الطبيعة» (بالألمانية: De Physiker)‏ التي عرضت عام 1962 نجاحه العالمي الثاني، في حين لم تحقق مسرحيته الإذاعية «هرقل وإسطبل أوجياس» (بالألمانية: Herkules und der Stall des Augias)‏ نتائج جدية مع الجمهور. أما نجاحه المسرحي الكبير الثالث (والأخير) فكان عام 1966 بمسرحية «الشهاب» (بالألمانية: Der Meteor)‏.
بلغ دورنمات ذروة نجاحه المسرحي في عقد الستينيات، وحقق قبل ذلك شهرة عالمية بسيناريو فيلم «حدث في وضح النهار» (بالألمانية: Es geschah am hellichten Tag)‏ ببطولة الممثل الألماني هاينتس ريهمانالذي صدر عام 1958ولا يزال يعتبر من أهم أفلام الجريمة الألمانية، وقد كتب دورنمات لاحقاً بناء على أحداثه قصة «الوعد» (بالألمانية: Das Versprechen)‏ البوليسية.
توجه ابتداء من العام 1967 إلى الإخراج المسرحي أيضا، فعمل مع مسارح في بازل ثم في دوسلدورف، وفيها عرضت بإخراجه مسرحيته «لوحة كوكب» (بالألمانية: Porträt eines Planeten)‏، مسرحية شكسبير تيتوس أندرونيكوس، كما أخرج عدة عروض ناجحة لمسرحياته، مثل عرض «الشهاب» في فيينا عام 1978.
في 16 يناير 1983 توفيت زوجته لوتي، وفي 8 مايو 1984 تزوج دورنمات الممثلة والمخرجة شارلوت كير، وأطلقا معاً فيلم «لوحة كوكب» ومسرحية «لعب أدوار».

## مواقف سياسية
علق دورنمات على السياسة الدولية في مقالات ومحاضرات وخطب، مثل مقالته «جُمَل من أمريكا» (1970)، والنص الصحفي «أقف مع إسرائيل» (1973)، ومحاضرة  في معهد زيورخ للتكنولوجيا في مئوية ميلاد ألبرت أينشتاين (1979). وفي فبراير 1987 شارك دورنمات في مؤتمر السلام الذي عقده ميخائيل جورباتشوف في موسكو، وفي عام 1990 ألقى خطابين عن فاتسلاف هافل (واحدة بعنوان: «سويسرا - سجن»)  وخطاباً عن ميخائيل جورباتشوف نشر لاحقا بعنوان «أمل كانت». ولنشاطه السياسي تجسست الشرطة السويسرية على دورنمات لمدة خمسين عامًا.

## وفاته
في 14 ديسمبر 1990 توفي دورنمات في نوشاتيل بسبب قصور في القلب عن عمر يناهز 69 عامًا.

## جوائز وتكريم
حصل على الكثير من الجوائز، مثل مثل جائزة فيلتي [الألمانية] عام 1948، وجائزة شيلر من مدينة مانهايم عام 1959، وجائزة شيلر الكبرى [الألمانية]عام 1960، وميدالية بوبر/روزنتسفايغ [الإنجليزية] عام 1970، كما نال في عام 1969 الدكتوراه الفخرية من جامعة تمبل في فيلادلفيا، وبعدها شهادات دكتوراه فخرية من الجامعة العبرية ومن جامعة نيس.
حصل عام 1983 على جائزة الدولة النمساوية للأدب الأوروبي [الإنجليزية]، وعلى جائزة غيورغ بوشنر في عام 1986. وفي عام 1985 حصل على جائزة الأدب البافاري (جائزة جان بول) تقديراً لعمله الأدبي. في عام 1986 حصل على جائزة مونديلو الإيطالية [الإنجليزية].
بعد وفاته قبل عضوا دورنمات في مجموعة لورد جيم الفنية [الألمانية]
في سبتمبر 2000 افتتح في منزله مركز دورنمات، حيث تقام منذ ذلك الحين أقيمت المعارض والفعاليات حول أعماله.
في 26 يوليو 2000 سمي باسمه الكويكب رقم 14041.

## نظرية دورنمات في الدراما
على غرار بيرتولت بريشت (1898–1956)، الذي درس دورنمات نظرياته حول المسرح الملحمي ويعتبر إلى جانبه «المنظر الأكثر تأصيلاً»، توجه دورنمات إلى عمل مسافة بين المشاهد وبين ما يحدث على المسرح، فعلى المشاهد ألا يبقى في موقع المتلقي السلبي، بل يجب تشجيعه على التفكير بنفسه.
ولهذه الغاية، فضل دورنمات مجاز الاغتراب الذي يشكك بما هو عما هو مقبول بشكل عام ويكشف عن عدم اتساق الهياكل الاجتماعية. كما تتميز أعماله بعناصر مأساوية بشعة، فتقدم مزيجاً من الاثنين يبدو على السطح غير متوافق. وبخلاف بريشت، لم يقدم دورنمات رؤية كونية (كما الماركسية لدى بريشت).
بذلك ابتكر دورنمات نوعه الخاص من الملهاة المأساوية، وهو شكل مختلط من المأساة والكوميديا، ويعتقد دورنمات أنه «الشكل الدرامي الوحيد الممكن اليوم للتعبير عن المأساة». يشير دورنمات في نصه الصادر عام 1955 بعنوان «مشاكل مسرحية»، إلى أن المأساة تفترض مسبقاً «الشعور بالذنب والضيق والاعتدال والنظرة العامة والمسؤولية» من أجل تحقيق هدفها، وهو تنقية الفرد. ولكن في ظل تعقيد العالم الحديث يكون الشعور بالذنب غير واضح ويُدفع جانباً، بينما يلعب فقط «الغرائبي» دوراً ذا شأن في العصر الحديث.
سلط مارسيل رانيسكي الضوء على ثلاثة أعمال لدورنمات جعلت مما يجعل عصره ملموساً للأجيال اللاحقة: «كوميدياه المأساوية حول فساد الإنسان والأثر المفسد للازدهار» زيارة السيدة العجوز، 1956)، وحكاية تهديد الحضارة للبشرية (علماء الطبيعة، 1962)، وأخيراً حكاية«العطل» (1956) التي تناولت ذنب الفرد، واستخف بها النقاد الألمان تماماً.

## أعماله
- روملوس الضيم (كوميديا، 1949)
- زواج السيد ميسيسبي (كوميديا 1952).
- القاضي وجلاده (رواية بوليسية 1952).
- ملاك جاء إلى بابل (كوميديا 1954).
- زيارة السيد العجوز (كوميديا تراجيدية 1956).
- علماء الطبيعة (كوميديا 1962).
- تمثيليات إذاعية (1970).
- المسرحي والنقدي-كتابات عن المسرح وأحاديث (1972).
- الشهاب (كوميديا في فصلين 1985).
- مينوتاوروس (حكاية شعرية 1985).
- العدالة (رواية 1985).
- المهمة أو عن مراقب مراقب المراقبين (أقصوصة في 24 جملة 1986).
- وادي الفوضى (رواية 1989).

## ترجمات إلى العربية
- زيارة السيدة العجوز، ترجمة مصطفى ماهر، هيئة قصور الثقافة، القاهرة، 2019
- هي وعشاقها، ترجمة أنيس منصور، الهيئة المصرية العامة للتأليف والنشر 1971 / هيئة قصور الثقافة، القاهرة، 2019
- روملوس العظيم، ترجمة أنيس منصور، الهيئة المصرية العامة للكتاب، القاهرة، 1964
- الخسوف / السقوط / حرب التيبت الشتوية، ترجمة سمير جريس، بعنوان «السقوط، من روائع دورينمات النثرية»، دار الكتب خانة، القاهرة، 2017
- الوعد، ترجمة سمير جريس، دار أزمنة، 2009[33]
- فلنمثّل (ستريندبيرغ)، ترجمة سعد حورانية، دار الفارابي، بيروت
- النيزك، ترجمة مصطفى ماهر، منشورات وزارة الإعلام، الكويت، 1970[34]
- علماء الطبيعة، ترجمة عبد الرحمن البدوي، المؤسسة المصرية العامة للتأليف والترجمة والطباعة والنشر، القاهرة

## روابط خارجية
- فريدريش دورينمات على موقع IMDb (الإنجليزية)
- فريدريش دورينمات على موقع الموسوعة البريطانية (الإنجليزية)
- فريدريش دورينمات على موقع مونزينجر (الألمانية)
- فريدريش دورينمات على موقع ألو سيني (الفرنسية)
- فريدريش دورينمات على موقع ميوزك برينز (الإنجليزية)
- فريدريش دورينمات على موقع أول موفي (الإنجليزية)
- فريدريش دورينمات على موقع قاعدة بيانات برودواي على الإنترنت (الإنجليزية)
- فريدريش دورينمات على موقع قاعدة بيانات الأفلام السويدية (السويدية)
- فريدريش دورينمات على موقع ديسكوغز (الإنجليزية)
- فريدريش دورينمات على موقع قاعدة بيانات الفيلم (الإنجليزية)